# Le Roi blanc
Le Roi blanc (A fehér király), publié en 2005, est un roman de l'écrivain hongrois, de langue magyare, György Dragomán.

## Résumé
Le texte se présente comme une succession de scènes de la vie du personnage principal et narrateur, Dzsátá, un enfant de onze ans, en classe de 6ème, dans les années 1980, dans une petite ville d'un pays jamais nommé, arrosé par le Danube.
La scène inaugurale est le départ contraint du père, suivi du premier anniversaire de mariage (après l'arrestation, pour signature de pétition, vers un camp de rééducation par le travail), marqué par l'offrande d'un bouquet de tulipes volées, l'annonce officielle de l'internement du père et les menaces d'officiers de la Sécurité contre la famille. Le fils, très doué pour le tir au fusil grâce à son père, est désormais politiquement suspect, interdit de Défense de la Patrie, de tir, de défilé. La vie de la mère et du fils se passe donc à attendre des nouvelles du père, à (ne pas oser) invoquer le père. Csakany, dans sa tranchée, le fait apparaître, avec une poupée de boue, un miroir, des ailes de moineau, et des incantations, peut-être.
Les titres des chapitres sont : Tulipes, Saut, Fin du monde, Csakany, Musique, Chiffres, Soupape, Cadeau, Guerre, Afrique, Perquisition, Mine d'or, Tunnel, Byzance, Cinéma, Pacte, Panorama, Enterrements.
Parmi les combats entre enfants : comment manquer l'école quand on a gaspillé l'argent de la caisse scolaire, comment voler tel objet à son voisin, comment regarder sous les jupes des filles, comment mener une guerre des boutons dans un champ de maïs (avec peintures de guerre, couteaux et incendie), comment essayer de piller une mine supposée d'or, comment partager un tunnel à la crème de marrons avec un petit vendeur de cintres et de pinces à linge en bois, comment échapper à une séance de chants patriotiques dans une salle de cinéma plongée dans l'obscurité (La Flamme de la Révolution) alors que la projection du film sur le plan quinquennal a été interrompue, comment honorer un vieil ivrogne...
Parmi les conflits entre adultes et enfants : comment forcer des enfants à creuser des tranchées de canalisation, comment faire avaler à des enfants des pilules d'iode pour un accident de centrale nucléaire, comment s'alcooliser à la pálinka , comment fausser des résultats sportifs...
Parmi les scènes les plus fortes : une séance de queue à la supérette (Byzance, bananes, oranges, café, chocolat, figues, dattes, jus de citron grec, olives vertes) et participer à la bousculade, à la dévastation, au pillage... pour une banane ; la visite à un camarade ancien ambassadeur (en Afrique), dont l'appartement, constitué par la réunion de quatre appartements normaux, un vrai musée, regorge de trophées d'animaux empaillés, de moulages de crânes, et chaque pièce était pleine d'objets, dont un automate joueur d'échec ; la décision de se débarrasser de tous les objets désormais inutiles dans le petit appartement familial (Perquisition) ; l'épisode de la cabane de tranchée de Csakany, capable d'imiter le cri de l'aigle royal, pour ramener la paix dans son élevage d'au moins trois cents oiseaux (loriots, alouettes, moineaux, etc), en niches ou en cages, pour le plaisir d'écouter leurs chants d'exclusivité...
Le grand-père, ancien camarade secrétaire, renie son fils (unique), maudit sa belle-fille (putain hystérique), chérit à peine son petit-fils, lui offre à chaque anniversaire un cadeau que celui-ci s'interdit de ramener chez eux, et lui apprend à tirer au vrai pistolet avec le dernier (un Luger). Quelques années plus tôt (Panorama), il l'emmène en fourgonnette admirer la vue sur la ville, la plus belle ville du monde, et lui fait promettre de fuir cette ville, ce pays, de ne plus jamais y revenir. Son Enterrement, après une mort soudaine est l'occasion d'un phénoménal événement : foule, taxis, rencontres, couronnes, flambeaux, marche funèbre, discours, esclandre, scandale...

## Personnages
- Enfants 
  - Dzsátá, le narrateur, enfant unique
  - autres garçons : Szabi, Jancsi, Csabi, Janika, Prodan, Öcsi, Feri, Lupu, Vasököl, Horacin, Aronka, Puju, Pustyu, Nikusor, Maruis, les frères Romulus et Rémus Frunza...
  - filles : Iza,
- Adultes
  - la mère, toujours présente, à petite distance,
  - le père, professeur, parti pour une urgence dans son centre de recherche, en fait en camp de travail forcé au chantier du canal du Danube,
  - le grand-père, ancien camarade secrétaire, et la grand-mère en cancer avancé,
  - Madame Yvonne, ancienne amie du grand-père,
  - le père Miki, accordéoniste, aveugle ; le père Vasile (de la mine) et surtout son fils handicapé (une jambe et béquilles) caporal, le père Szöver, Mme Ani, le docteur Csidej...
  - les parents de certains enfants,
  - les enseignants : Klidesz (mathématiques), Vasököl (géographie), Sandor (gymnastique), le père Gica, entraîneur de l'équipe de football,
  - les forces de l'ordre (dont Gyurka), et le camarade Bherekmméri Pista,
  - autres adultes : Trajan, Feri, Csakany, le métallo...

## Récompenses et distinctions
- 2006 : Prix Sándor Márai
- 2011 : Prix Jan Michalski de littérature

## Réception
Le lectorat francophone apprécie : l’école, les bêtises, les amis, mais aussi la violence physique, la manipulation et l’intimidation, ouvrage écrit à hauteur d'enfance, avec surtout les stratagèmes que l'enfant met en place pour résister à un monde très hostile et à son immense cruauté. Le décalage permanent entre l'enfant et le réel donne à ces récits une puissance d'évocation singulière. Hommage au père absent, en camp, père qui est toujours "le roi blanc" (pièce d'échec volée dans la maison d'un ambassadeur du parti) qui le protège de la violence du monde.